# Santuario di San Francesco da Paola (Paola)
Il santuario regionale di San Francesco da Paola sorge a 178 metri sul livello del mare nella parte alta e collinare della cittadina di Paola, località di nascita di san Francesco, in una valle costeggiata da un torrente e ricca di vegetazione. È meta di pellegrinaggio da tutto il sud Italia, specialmente dalla Calabria, di cui san Francesco è patrono. Custodisce parte delle spoglie del santo (le restanti si trovano a Tours in Francia). 
Nell'ottobre 1921 papa Benedetto XV ha elevato il santuario al rango di basilica minore.
Nel 2000, in occasione del Giubileo, è stata aperta al culto una nuova aula liturgica progettata da Sandro Benedetti.
Il 3 marzo 2020 la Conferenza Episcopale Calabra ha elevato la basilica di San Francesco da Paola a santuario regionale a coronamento dei 500 anni dalla canonizzazione del santo.

## I santuari

### Basilica antica
La basilica antica, in stile tardo rinascimentale, risalente al XVI secolo, è composta da un'ampia aula principale piuttosto spoglia e da un'unica navata laterale a destra, lungo la quale si aprono quattro cappellette, che ha il suo culmine nella sontuosa cappella barocca che custodisce le poche reliquie di San Francesco pervenute a Paola, fra cui alcuni suoi abiti, frammenti di ossa e un dente.
Nel chiostro del santuario, chiuso verso l'esterno con vetrate, si trova il roseto del Santo, che costituisce oggi un folto giardino, e ospita lungo le sue pareti interne affreschi raffiguranti i principali episodi della vita del santo, molti dei quali legati a leggende. Adiacente ad esso è il romitorio (risalente al 1436): un insieme di angusti spazi sotterranei che costituirono il primo nucleo di cenobio per il santo e per i suoi confratelli. Fra il chiostro e la basilica antica si erge il campanile del tempio.

#### Via dei Miracoli
A destra dell'ingresso della basilica antica è presente un arco da cui inizia la "Via dei Miracoli" che si sviluppa sulla parte laterale della basilica. Subito di fronte è possibile accedere alla fornace con cui san Francesco da Paola cosse i mattoni per costruire il santuario e in cui gli operai gettarono le ossa del suo caro agnellino Martinello, che lui resuscitò. Lungo la Via dei Miracoli ci si imbatte in una bomba risalente alla seconda guerra mondiale sganciata nel mese di agosto del 1943 dagli anglo-americani nel torrente e miracolosamente inesplosa, e poi nella "Fonte della cucchiarella", alla quale sogliono bere i pellegrini. Continuando ancora si può guadare il fiume attraversando il suggestivo ponte del Diavolo (su cui si può notare quella che secondo la leggenda è l'impronta lasciata dal diavolo), che porta alla "Grotta della Penitenza", in cui il Santo trascorse cinque anni di assoluto isolamento. Poi si percorre un sentiero che costeggia il torrente in cui san Francesco da Paola si lavava e si puniva quando concepiva pensieri impuri e che conduce infine al romitorio.

### Basilica nuova
Davanti al santuario vi è un ampio piazzale, al limite del quale si erge la facciata principale del tempio. 
 
Entrando nel santuario per l'ingresso principale, si accede a due ambienti semi-aperti iniziali. Nel primo sono conservate diverse lapidi, datate fra il XVI ed il XX secolo, che ricordano varie ricorrenze ed eventi riguardanti il santuario, mentre il secondo è il vero pronao della basilica antica.

#### Apparato iconografico
All'interno della basilica nuova sono presenti un affresco di circa 20 m², tre tele ad olio di circa 200 × 250 cm e una tela di 440 × 214 cm, 4 volte a vela triangolari di 4 × 3 m e una pala d'altare di 250 × 150 cm, tutte opere del pittore neo-manierista Bruno d'Arcevia, che le ha realizzate nel periodo 1997-1998.

#### Organo a canne
L'organo a trasmissione elettronica computerizzata via-radio, del nuovo Santuario di S.Francesco a Paola, è stato costruito dalla ditta Mascioni nel 2004. Il materiale fonico è inserito all'interno di un'ampia nicchia sopraelevata, con mostra in più campi, situata nella testata destra dell'aula. Lo strumento è stato progettato da Franco Nicora e si articola in 44 registri per un totale di circa 2900 canne; la sua consolle, mobile indipendente, dispone di 3 tastiere e pedaliera.

## Galleria d'immagini

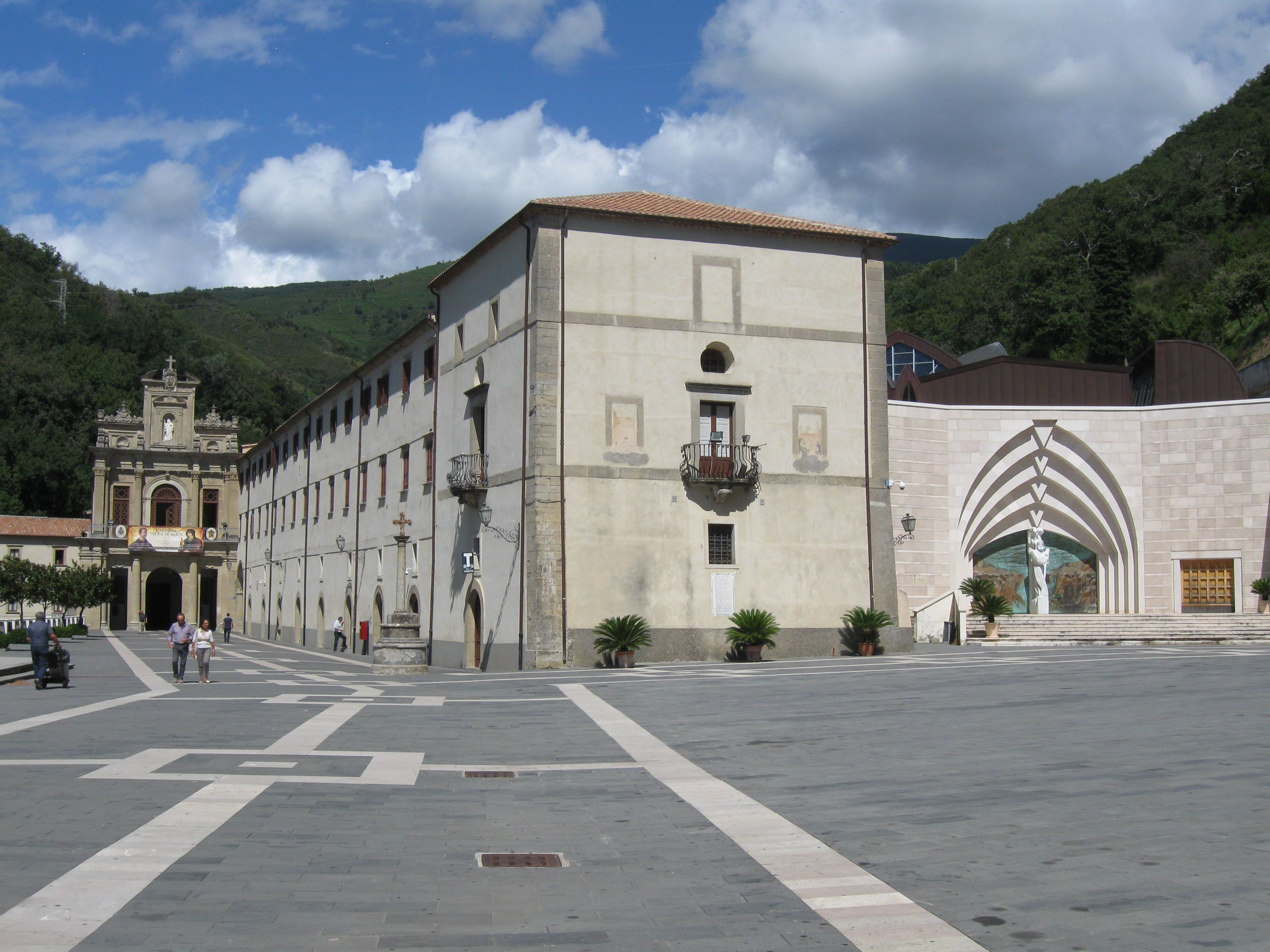
Il piazzale d'ingresso del santuario
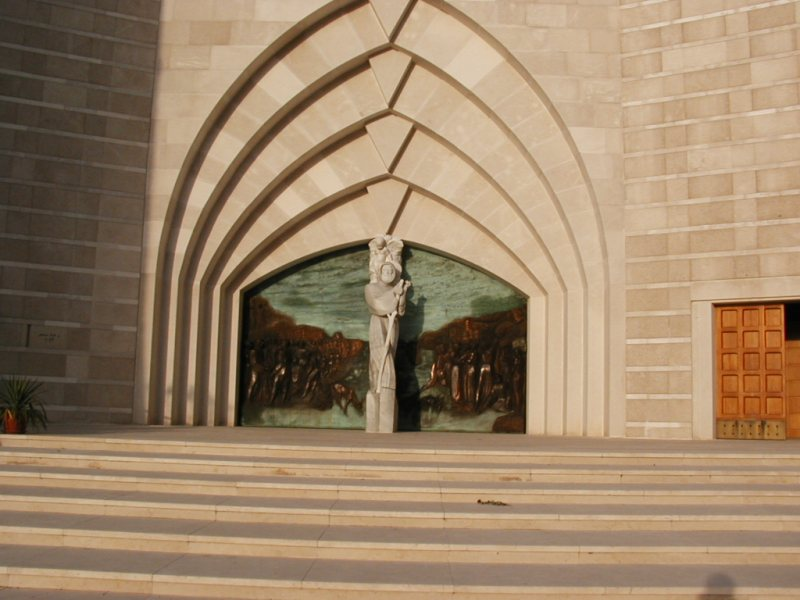
Il portale della nuova basilica
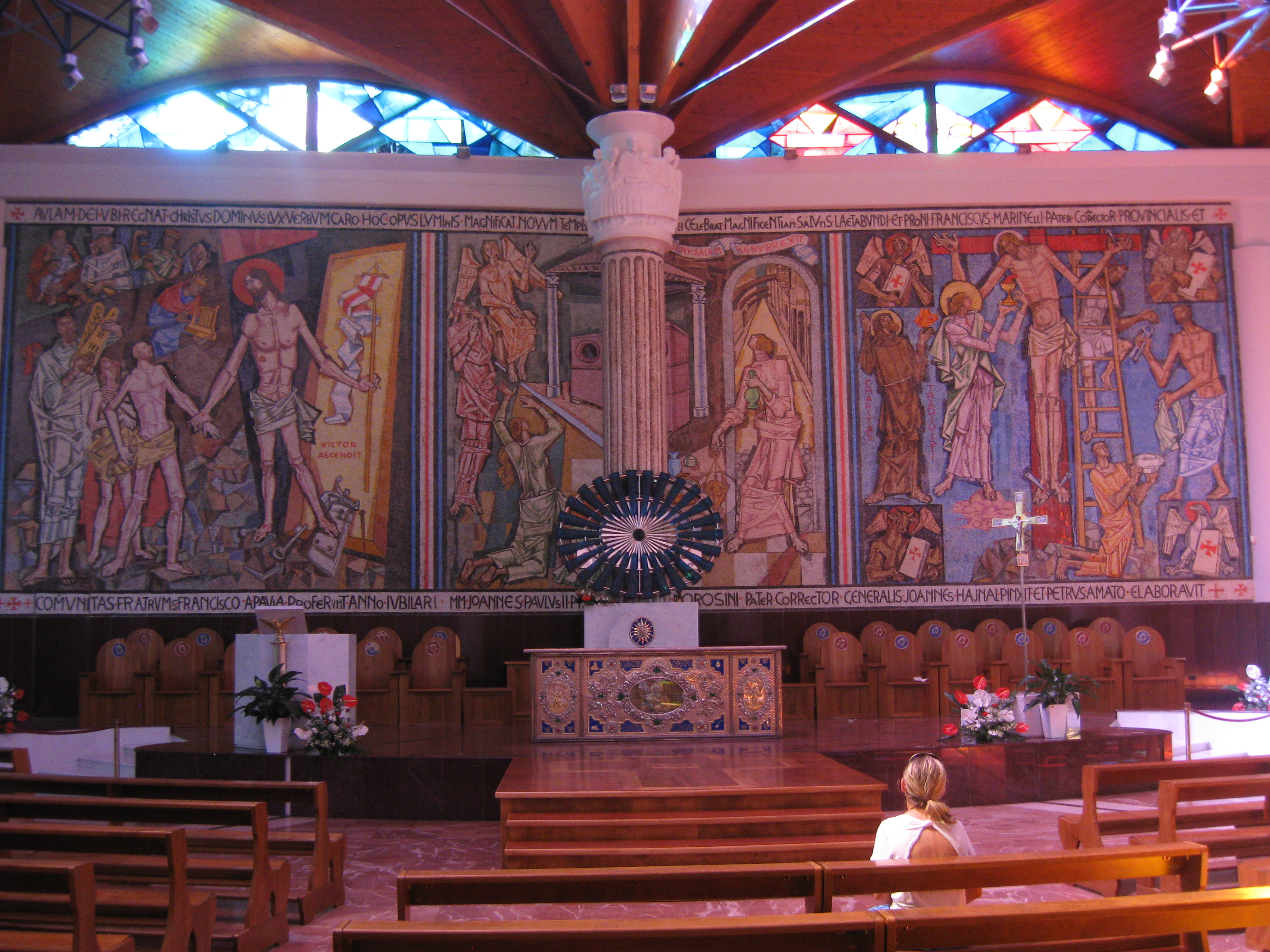
L'interno della nuova basilica
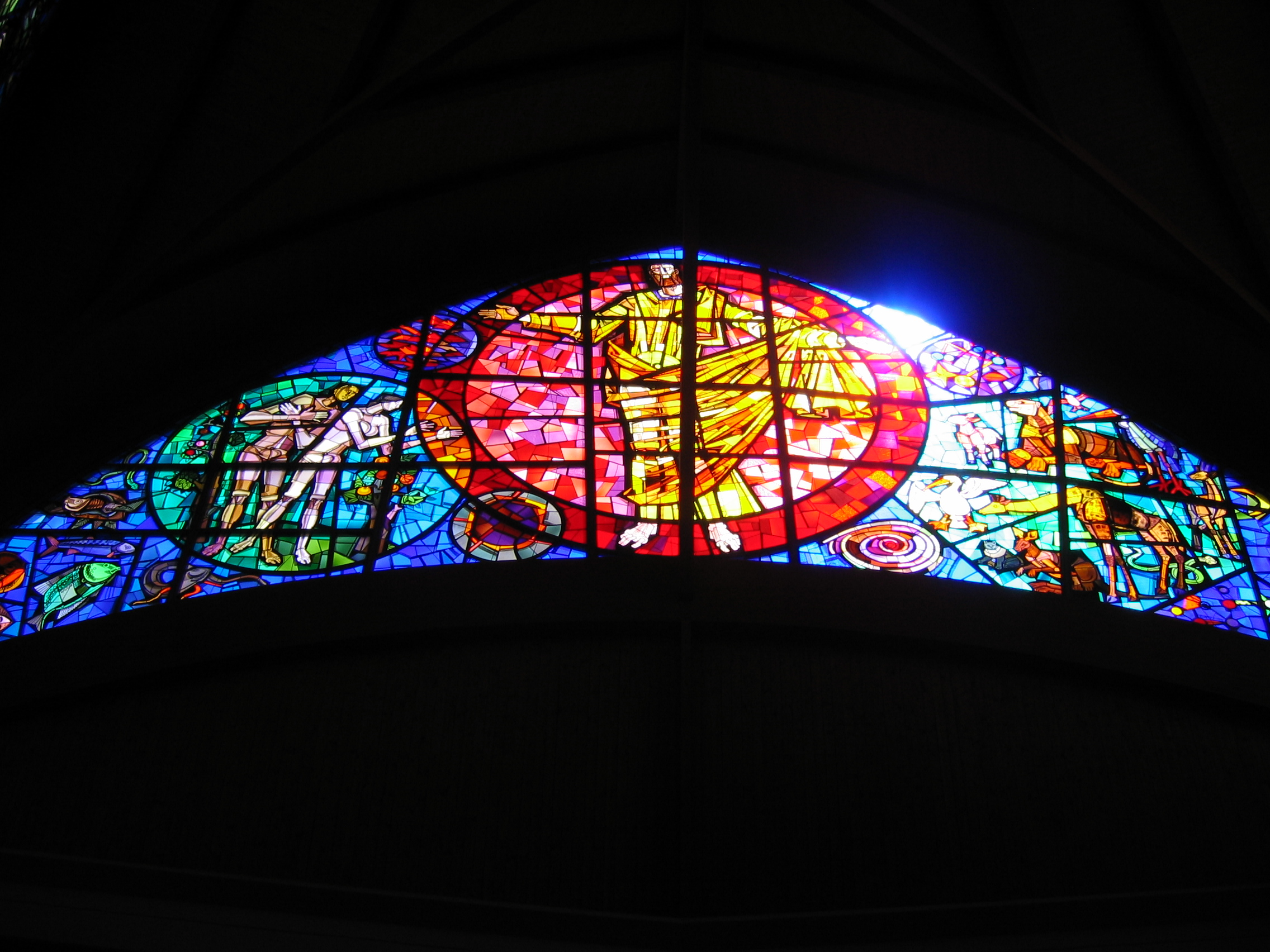
Vetrata all'interno della nuova basilica
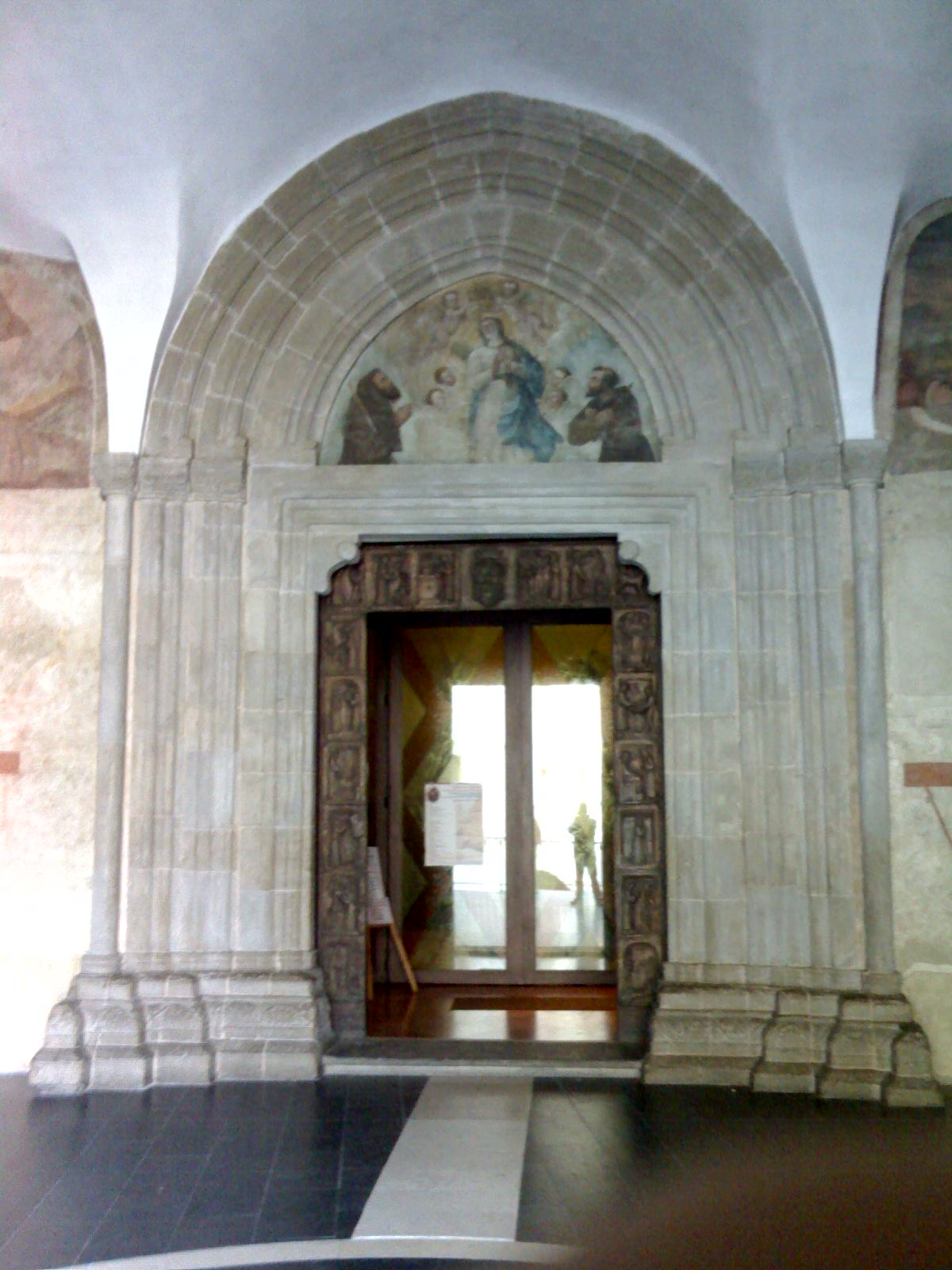
Portale della basilica antica del santuario
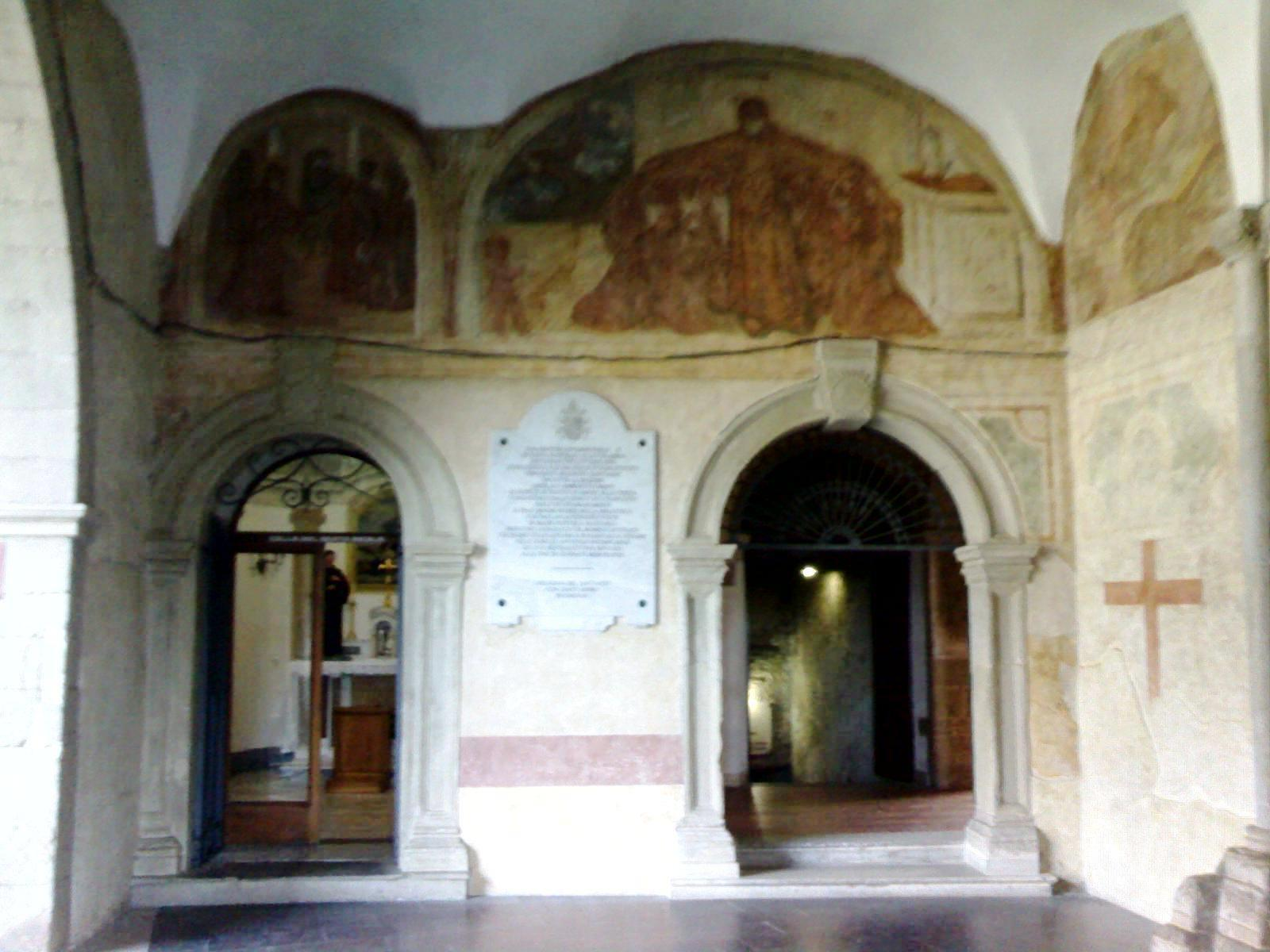
Pronao della basilica antica del santuario: a destra l'ingresso al romitorio del santo ed al chiostro, a sinistra la cella del beato Nicola
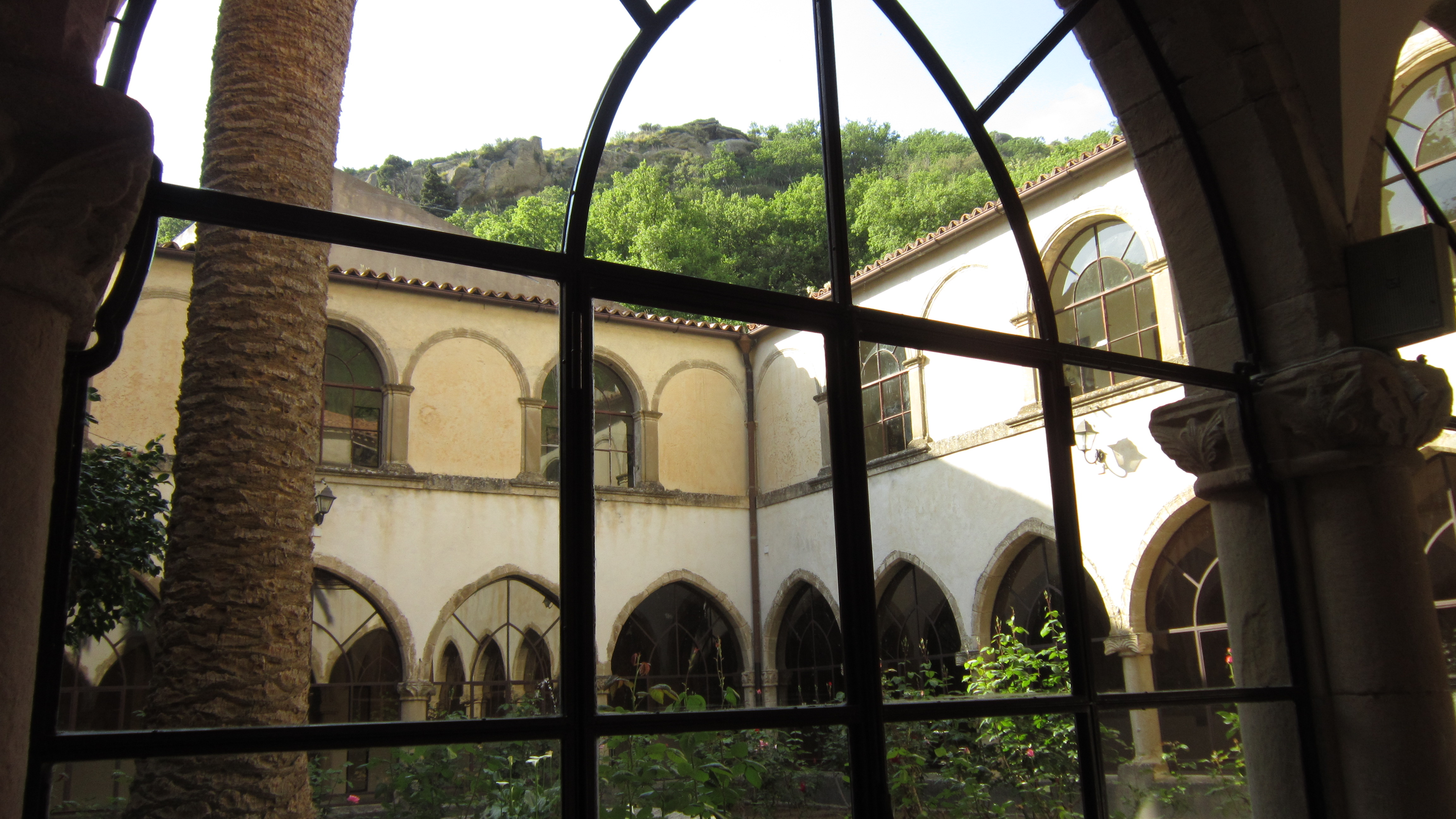
Chiostro
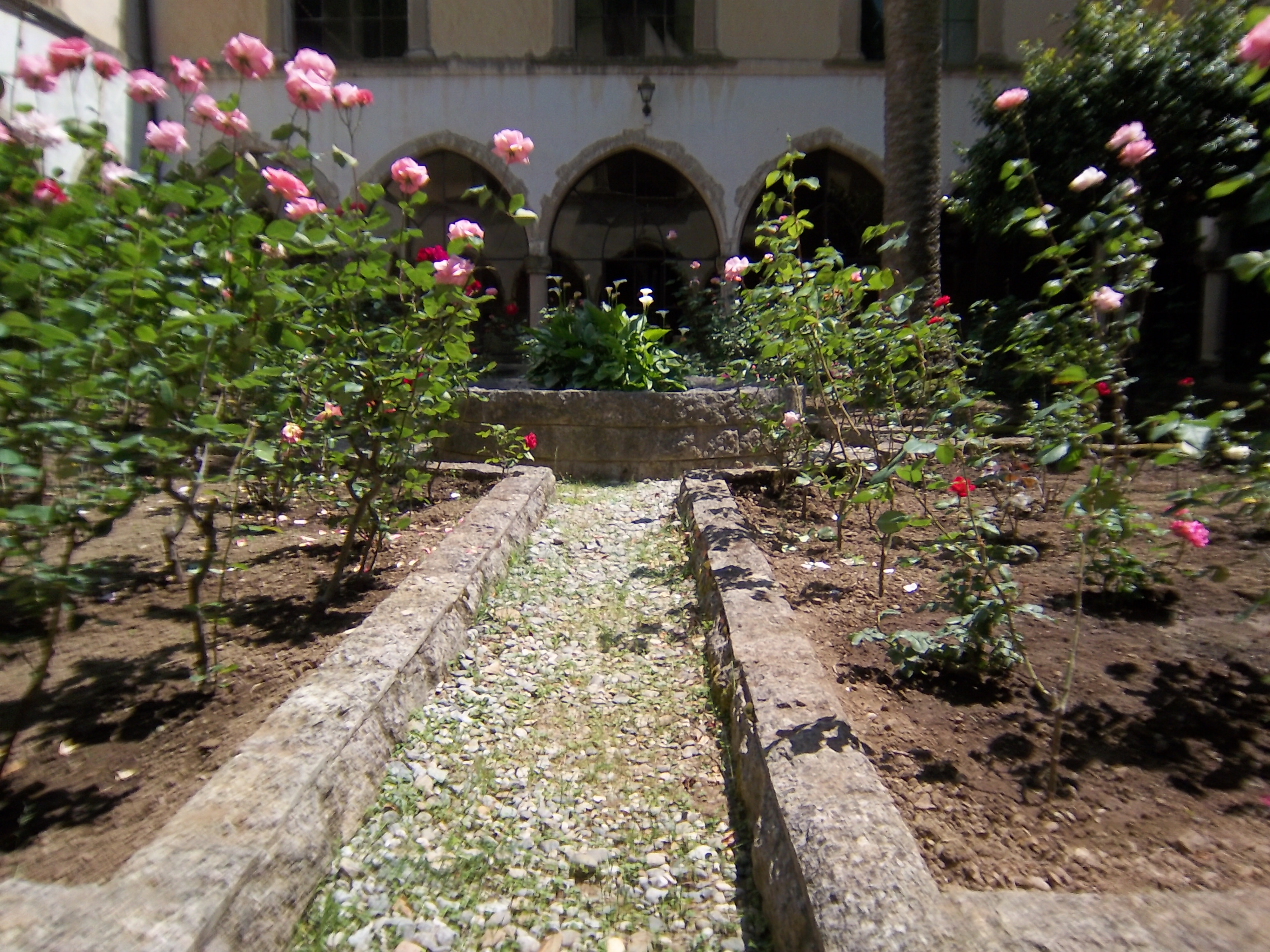
Chiostro
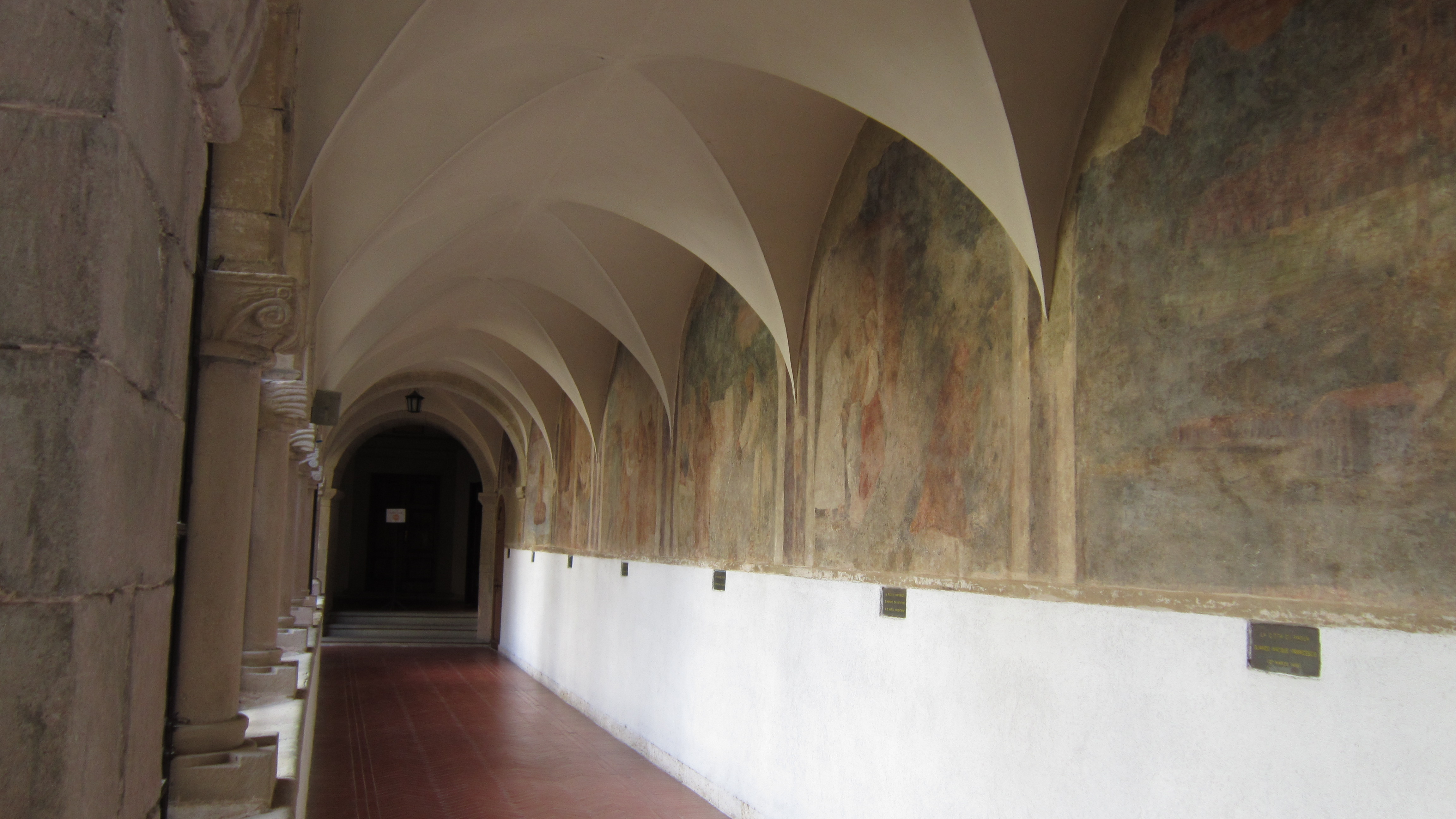
Galleria di affreschi adiacente al chiostro
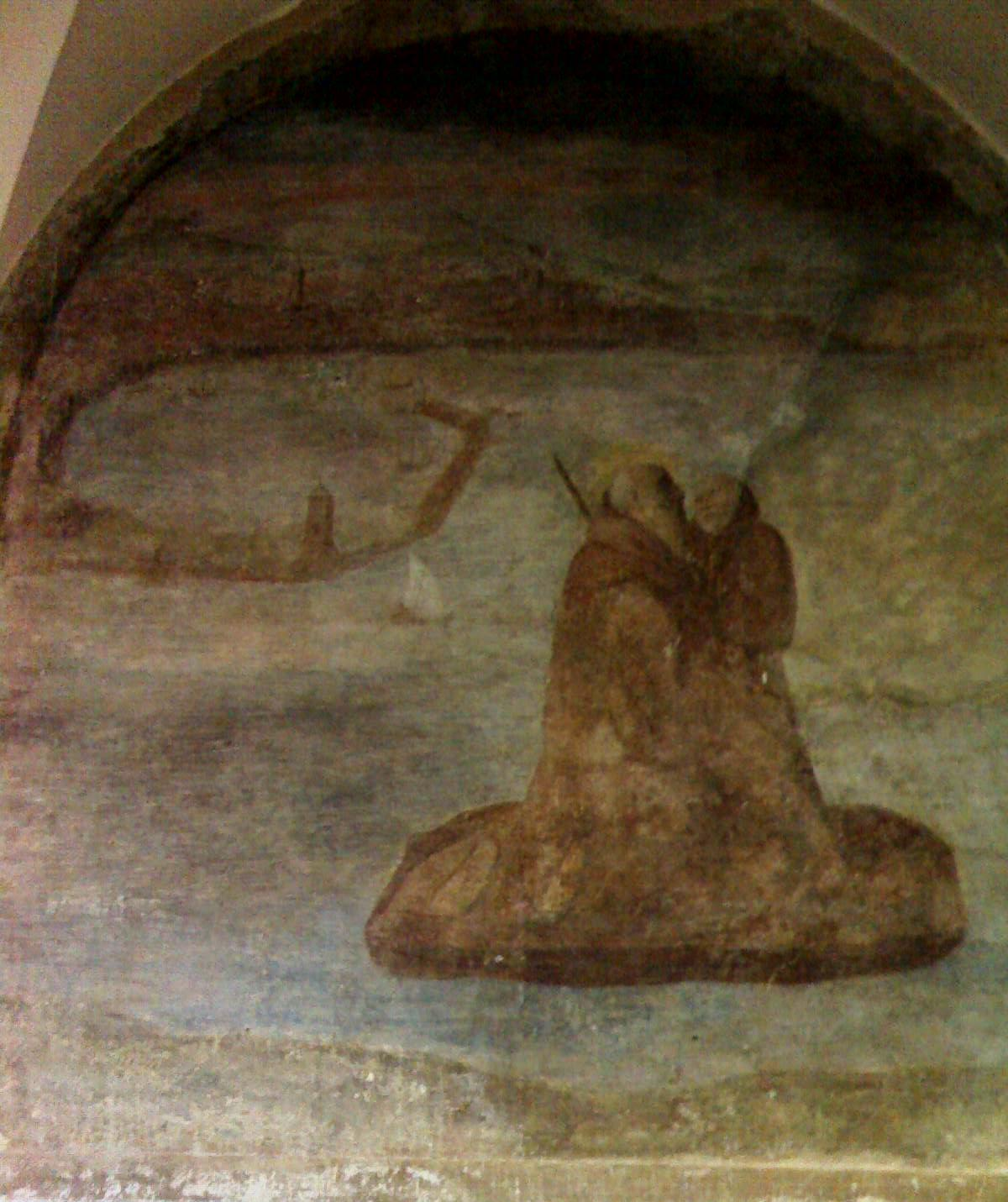
Affresco del chiostro del santuario raffigurante san Francesco che attraversa le acque dello stretto di Messina
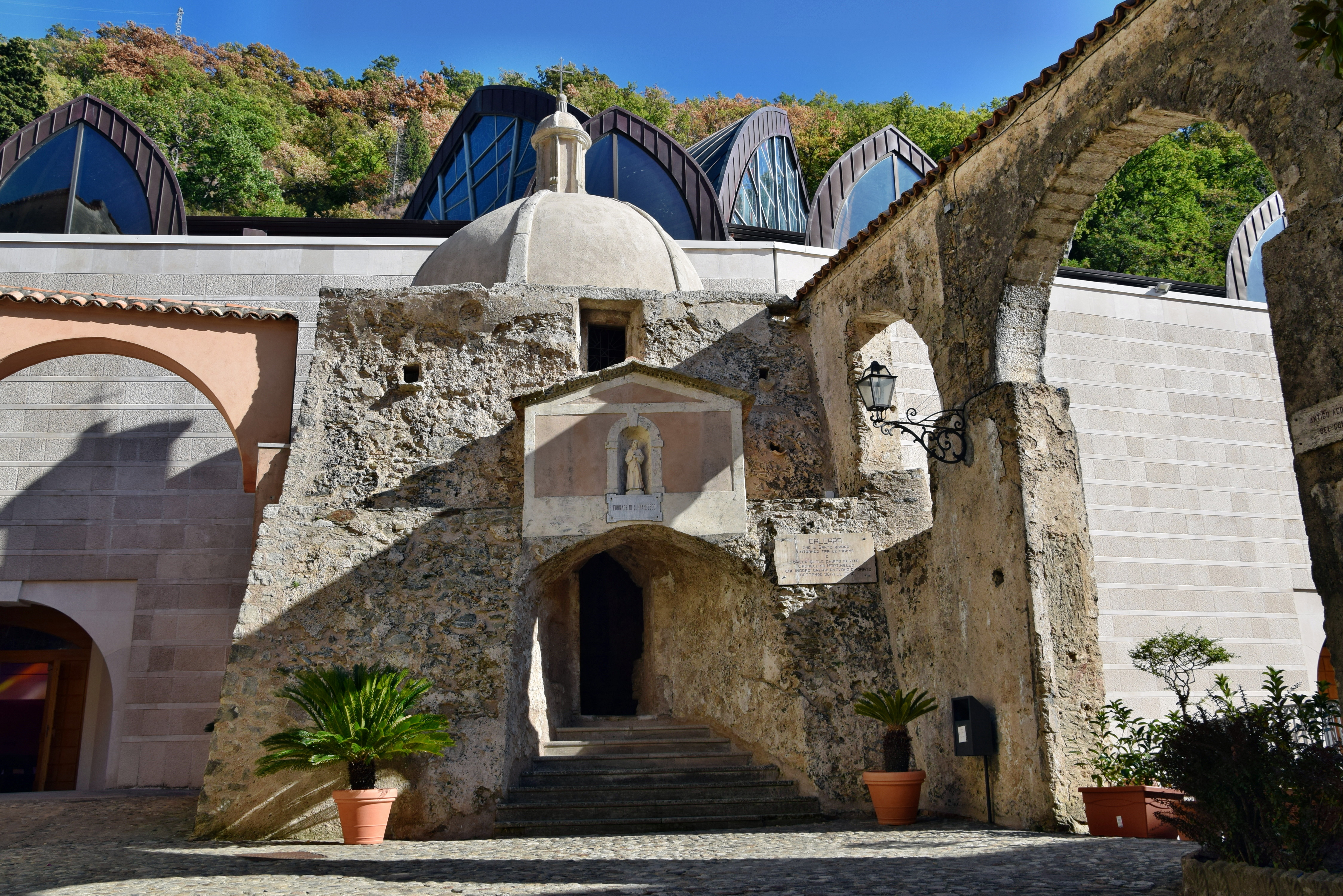
Fornace
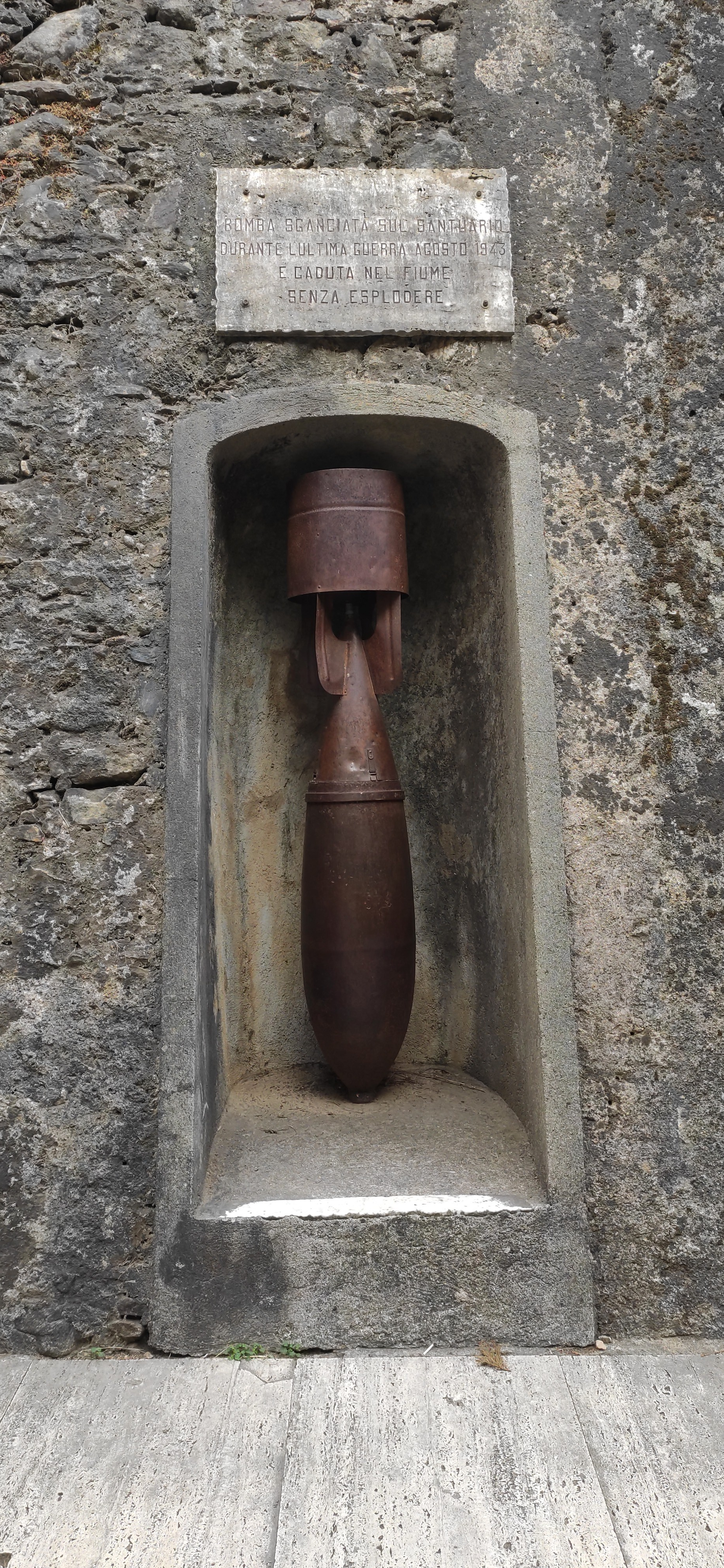
Bomba inesplosa
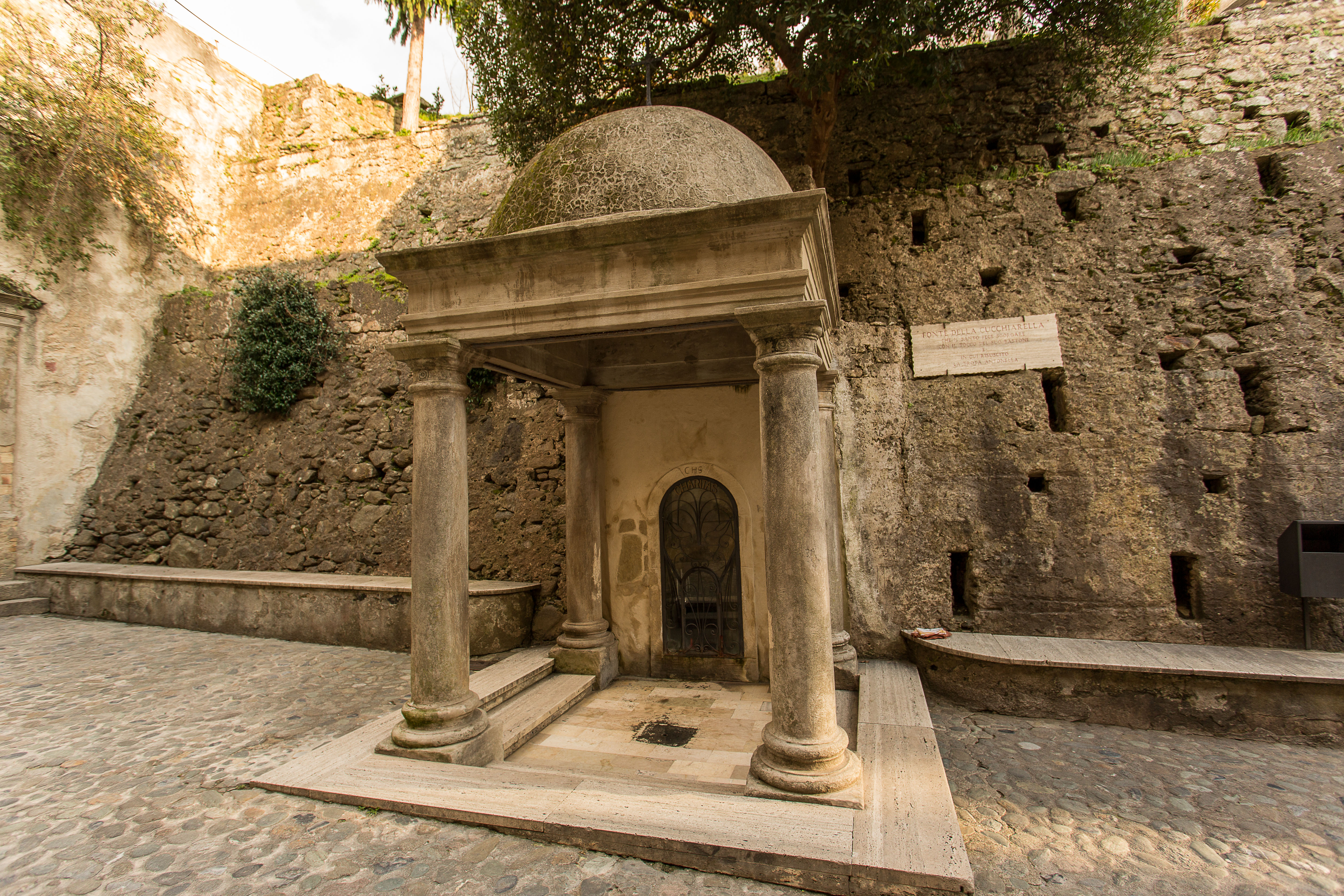
Fonte della cucchiarella
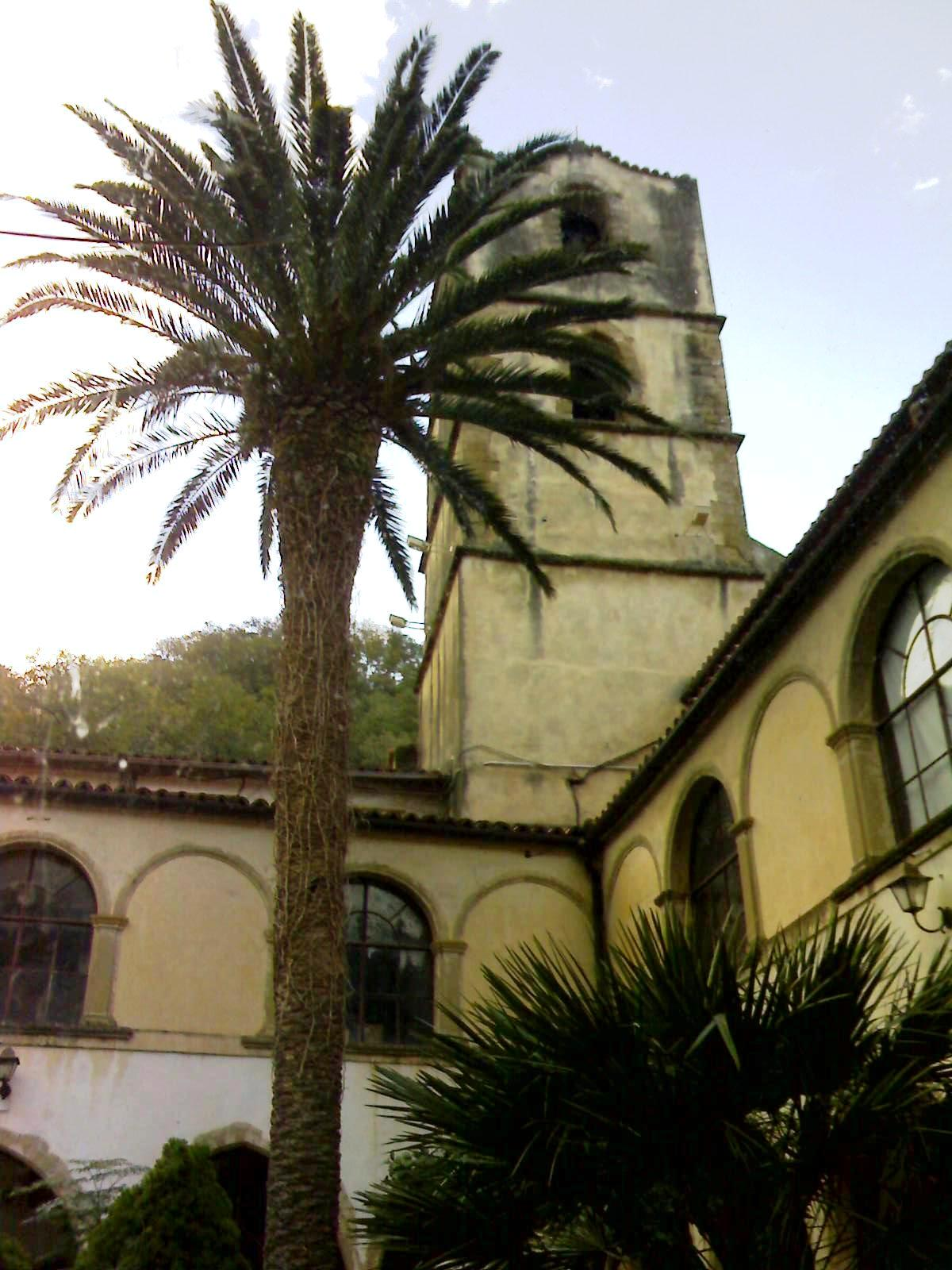
Il campanile della basilica antica del santuario ed il roseto
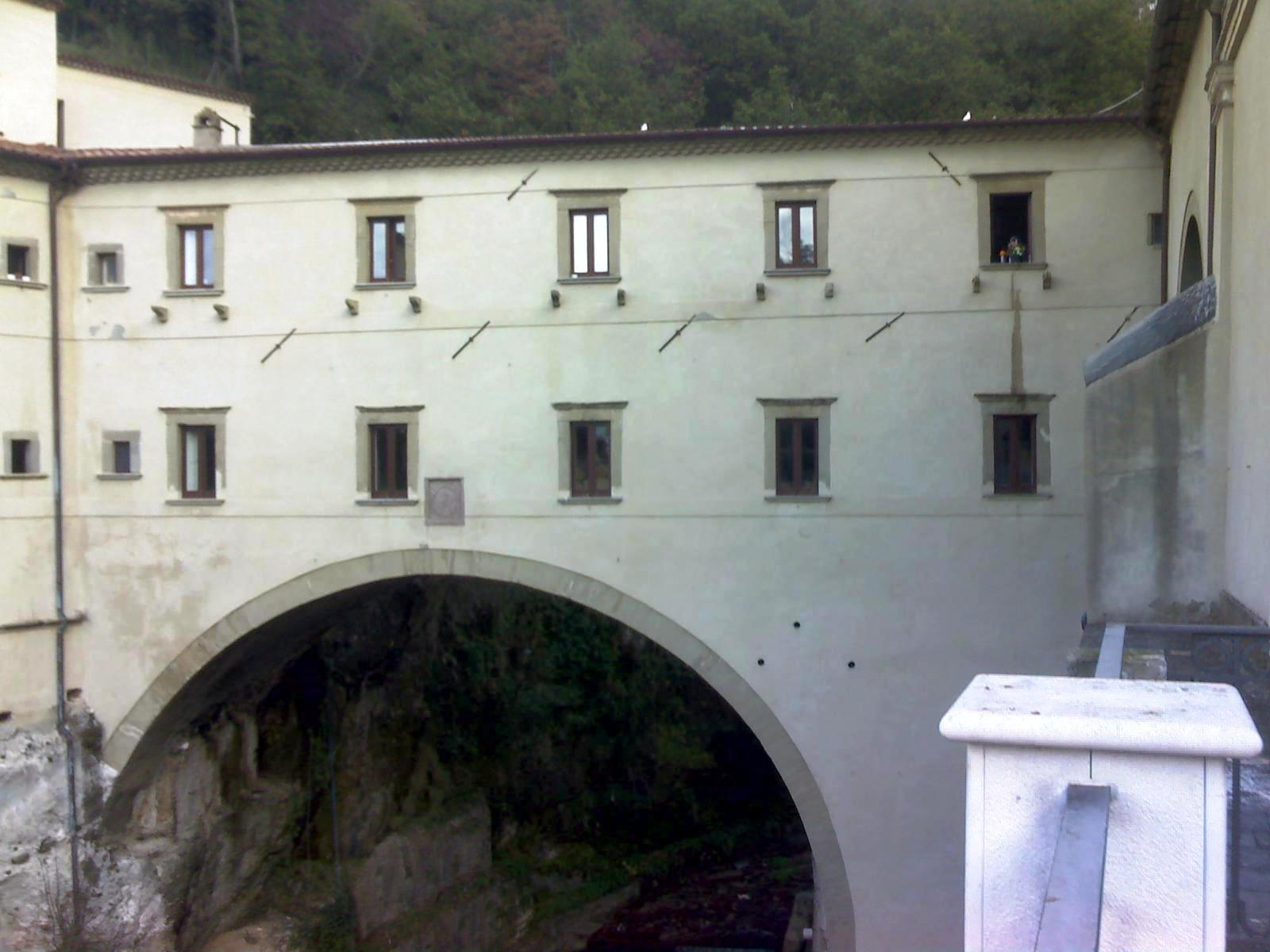
Ponte che unisce il collegio dei frati minimi al santuario
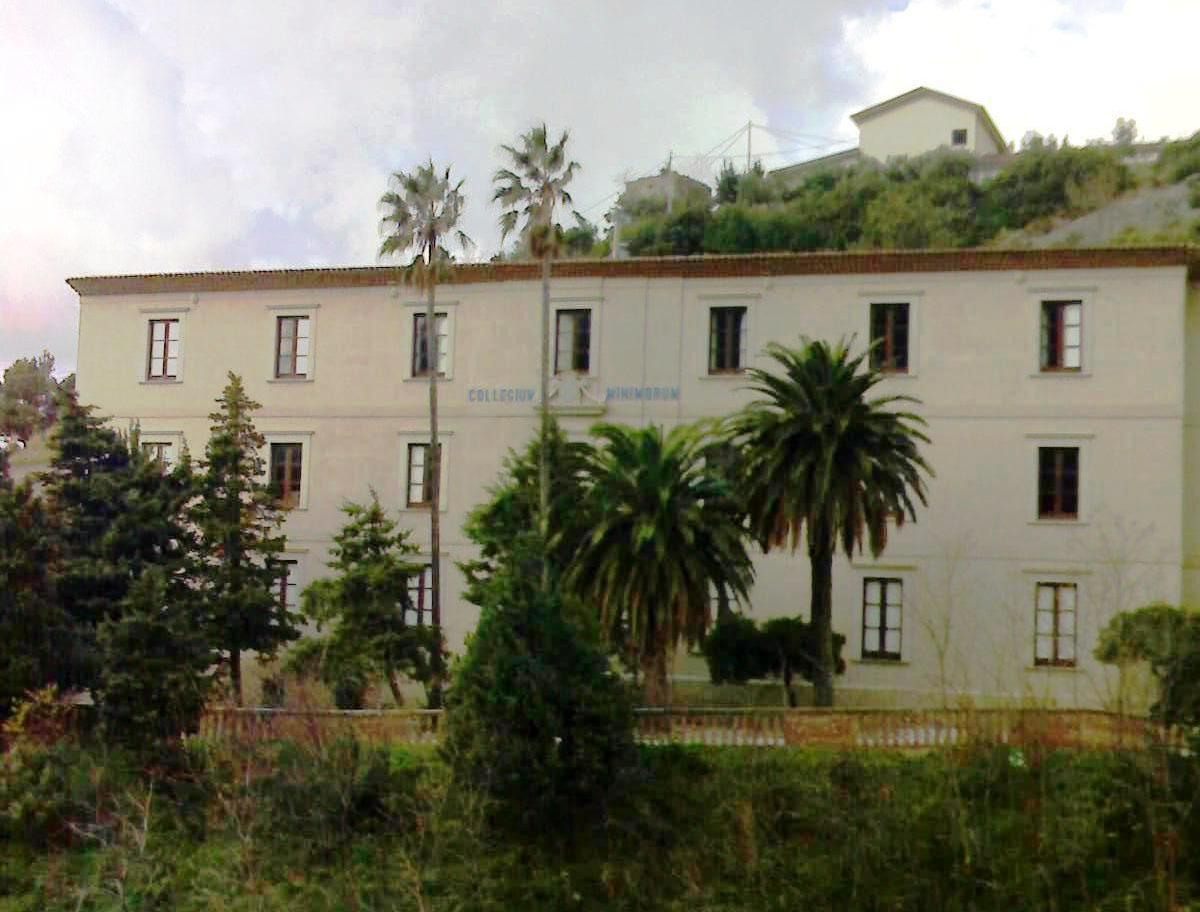
Il collegio dei frati minimi, vicino al santuario
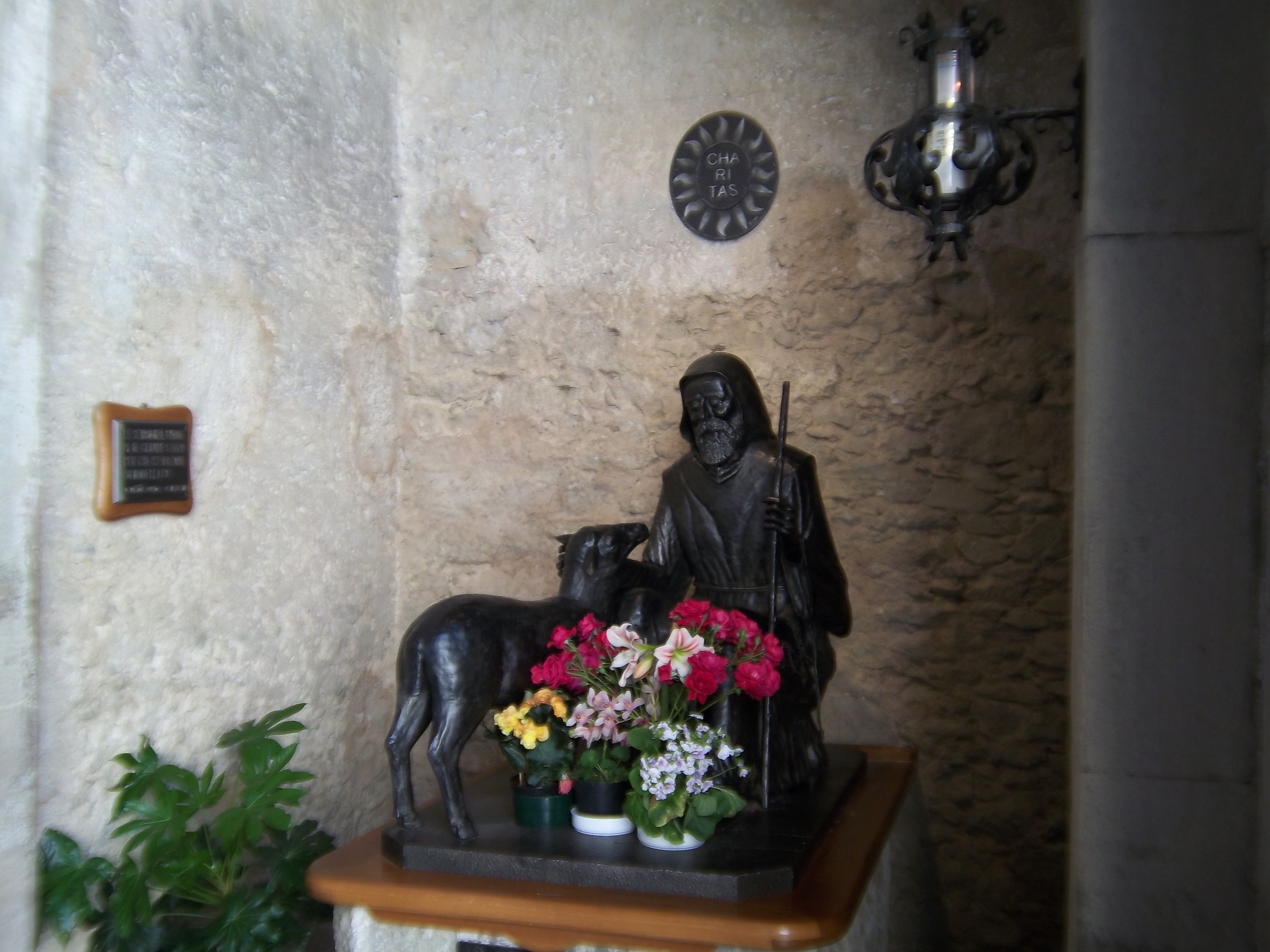
San Francesco di Paola con il suo agnello Martinello
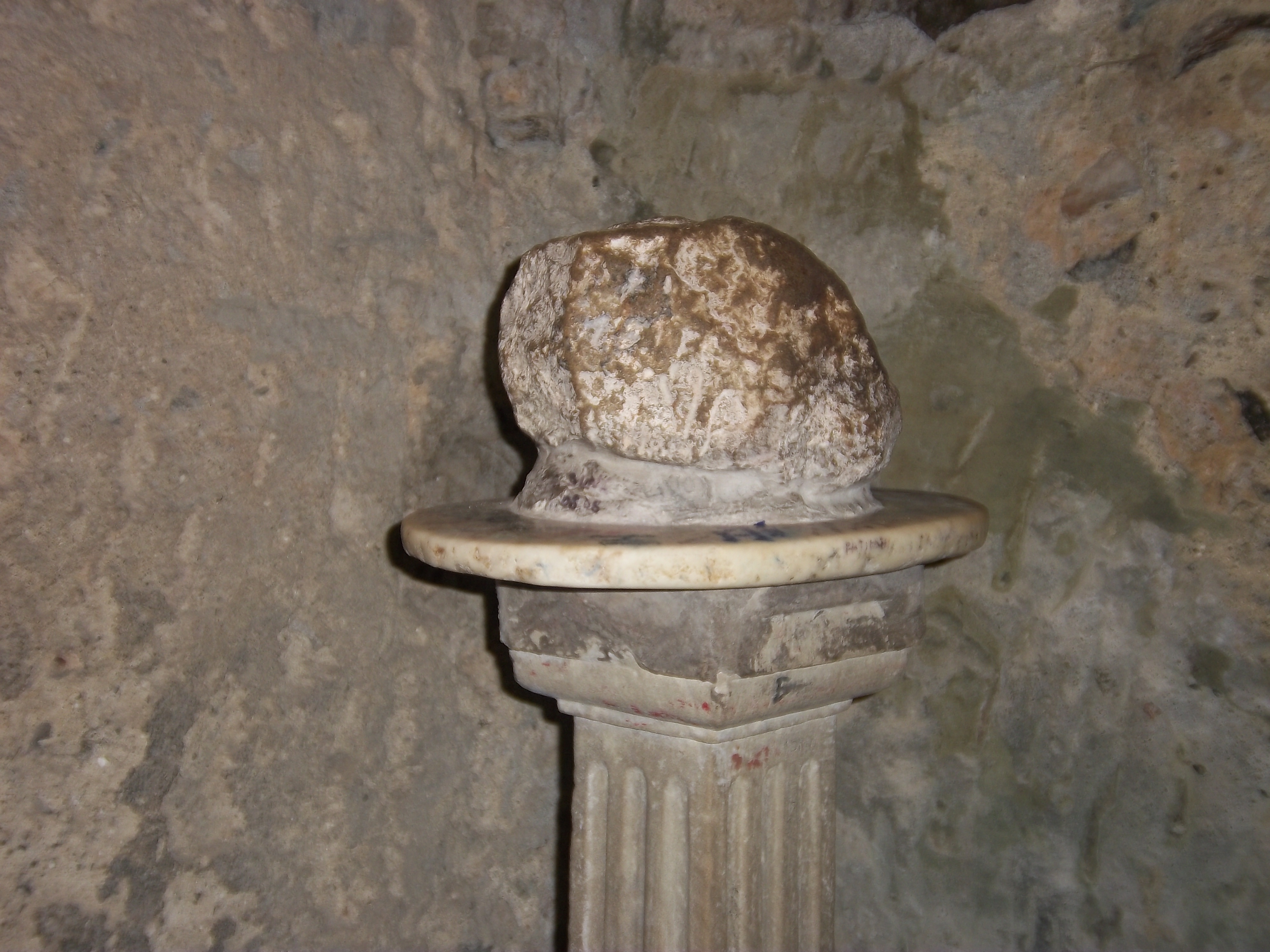
Pietra toccata dal santo situata all'interno del romitorio
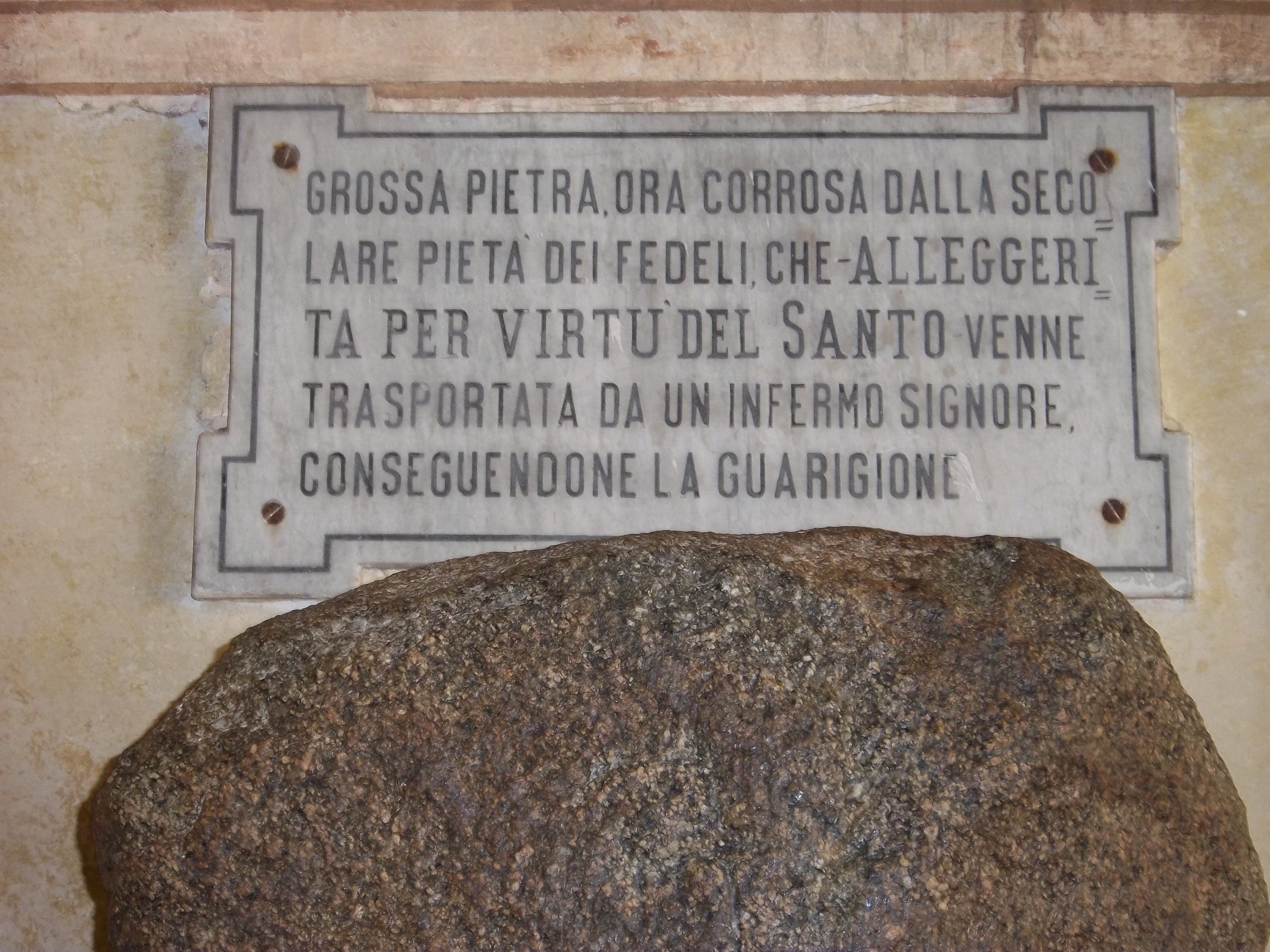
Grossa pietra che fu miracolosamente alleggerita dal santo
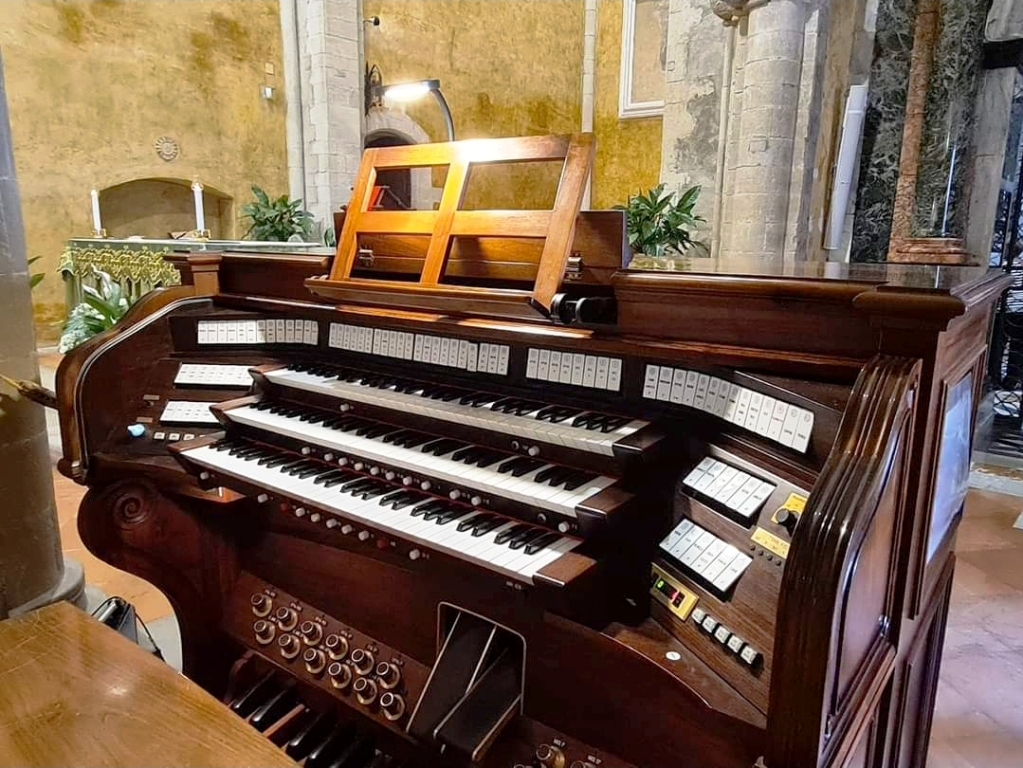
Organo Mascioni